# Narració d'històries
La narració d'històries és l'acte de transmetre relats, utilitzant diferents recursos estilístics i diferents tècniques, que poden incloure la improvisació. Les històries s'han compartit en totes les cultures com a mitjà per unir un grup humà i transmetre coneixement, experiències, saviesa i valors.

## Perspectiva històrica
La narració d'històries és anterior a l'escriptura, apareixent al principi com una mescla de relat oral, gestos i expressions. A més de formar part dels rituals religiosos, l'art rupestre podria haver servit com a forma d'explicar històries en moltes cultures primitives. Els aborígens australians pintaven símbols en les parets de les coves com a mètode perquè el narrador d'històries recordés l'argument. La història discorria llavors combinant la narració oral, música, art rupestre i dansa, la qual cosa transmetia un coneixement i significat de l'existència humana a través del record i la representació d'històries. També s'han esculpit els troncs dels arbres per gravar històries en forma de símbols o escriptura. Dissenys complexos de tatuatges poden prendre també la forma de narracions, amb informació sobre la genealogia, l'afiliació o l'estatus social.
Amb l'arribada de l'escriptura i l'ús de mitjans estables i portàtils, les històries eren gravades, transcrites i compartides en amplis territoris. Les històries s'han tallat, esculpit, pintat, imprès o tintat en fusta, bambú, ivori, així com en ossos, ceràmica, pells, paper, seda, o gravats en pel·lícula fotogràfica i emmagatzemats en format digital. Les històries orals se segueixen memoritzant i passen de generació en generació, malgrat la creixent popularitat dels mitjans escrits i televisats en gran part del món.

## Narració d'històries en l'actualitat
Explicar històries en els temps moderns ha adquirit nous significats. A més de les seves formes tradicionals (contes de fades, contes populars, mitologia, llegendes, rondalles, etc.), trobem el storytelling com a forma de transmetre els fets històrics, la biografia d'una persona, els comentaris polítics o l'evolució de les normes culturals.
El storytelling modern també s'utilitza àmpliament amb finalitats educatives. Els nous mitjans d'expressió i comunicació han creat noves maneres de registrar, propagar i consumir històries.
Les eines per a la comunicació asíncrona entre grups proporcionen un entorn on els individus poden transformar o reformular les seves pròpies històries personals en narracions grupals. Un exemple és la xarxa social de fotografia Instagram, que amb el seu concepte de fotografia popular està afavorint la proliferació del storytelling entre els seus usuaris i en blogs especialitzats.
Els jocs i altres plataformes digitals poden utilitzar-se per posicionar un usuari com un personatge dins d'un món major. Els documentals, incloent-hi els documentals interactius a Internet empren les eines narratives del storytelling per transmetre la informació sobre el tema que tracten.

## Narració d'històries i l'aprenentatge
La narració d'històries és una manera de compartir i interpretar experiències. Les històries són universals, en el sentit que poden bastir ponts culturals, lingüístics i generacionals. Poden ser utilitzades com a mètode per ensenyar ètica, valors, i normes i diferències culturals. L'aprenentatge és molt més efectiu quan té lloc en ambients socials que proporcionen autèntiques pistes sobre com s'ha d'aplicar aquest coneixement. Així, les històries funcionen com a eina de transmissió del coneixement en un context social.
El coneixement humà es basa en històries i el cervell humà està compost per la maquinària congnitiva necessària per reconèixer, recordar i explicar aquestes històries. Les històries s'assemblen al pensament humà en el sentit que les persones pensen en estructures narratives i la majoria de les vegades recorden les dades sota la forma d'una narració. Els fets es poden comprendre com una versió més petita d'una història més gran, amb el qual el storytelling pot ser un complement del pensament analític.
Les històries tendeixen a basar-se en experiències, però aprendre d'una experiència no és automàtic. Normalment una persona intenta primer explicar la història d'aquesta experiència abans d'advertir el seu autèntic valor. En aquest cas, no aprèn solament el que escolta, sinó que és el narrador el que també s'adona de les seves pròpies experiències i antecedents. Aquest procés de storytelling dona molta seguretat perquè el narrador efectivament transmet unes idees i, amb la pràctica, és capaç de demostrar el potencial d'un assoliment humà concret. La narració d'històries aprofita el coneixement existent i basteix ponts tant a nivell cultural com a motivador per trobar una solució.
Les històries són una eina efectiva en educació perquè els que les escolten se senten implicats i, per tant, les recorden. El storytelling pot veure's com la base fundacional de l'aprenentatge i l'ensenyament. Mentre que el que escolta se senti implicat, serà capaç d'imaginar noves perspectives, i es veurà inspirat per experiències transformadores basades en l'empatia. Això requereix que l'individu s'impliqui activament en la història alhora que observa, escolta i participa amb un nivell mínim d'orientació.
Escoltar a un narrador pot crear connexions personals duradores, facilitar la resolució de problemes innovadora i fomentar una comprensió compartida de debats futurs. Tant el narrador com el que escolta poden emprendre conjuntament la cerca de les millors pràctiques i trobar noves solucions. Atès que les històries tenen diferents capes de significat, el que escolta té normalment que prestar molta atenció per identificar el coneixement subjacent del relat.
El storytelling s'utilitza com una eina per ensenyar als nens la importància del respecte a través de la pràctica d'escoltar. Serveix també per connectar als nens amb el seu entorn a través del tema de les històries i els aporta autonomia en poder utilitzar les frases i conceptes repetits en elles. Amb la narració d'històries se'ls inculca el respecte a qualsevol tipus de vida, el valor de la interconnexió i com augmentar la resiliència.
Solament recentment s'han publicat estudis científics que demostren el potencial del storytelling en processos d'aprenentatge, especialment la seva capacitat per influir positivament en el desenvolupament de la teoria de la ment (l'enteniment dels estats mentals dels altres) en els nens i en els joves.

## Narració d'històries en els negocisː Relat de marca
El relat de marca és el recurs creatiu emprat en moltes organitzacions consistent a emprar les tècniques de narració per explicar una història real o de ficció que reflecteixi els valors d'una marca, amb l'objectiu d'establir un vincle emocional amb el públic objectiu i fer-li arribar de manera eficaç un missatge determinat. L'èxit en les comunicacions empresarials depèn cada vegada més de les històries que es creen per poder influir en empleats, socis, accionistes o clients.
Per als gestors el relat de marca és una via important per resoldre conflictes, abordar assumptes pendents, i fer front als reptes. Es pot utilitzar el discurs narratiu quan l'acció directa està desaconsellada o és impossible.
En una discussió grupal explicar una narració col·lectiva pot ajudar a influir en algunes persones i a unificar el grup en unir el passat amb el futur. En les reunions, és preferible manejar relats que arguments abstractes o analitzar estadístiques.
El relat de marca s'utilitza cada vegada més en l'àmbit de la publicitat per augmentar la fidelitat dels clients. Segons Giles Lury aquesta tendència del màrqueting troba el seu ressò en la profunda necessitat de l'ésser humà de trobar entreteniment. Les històries són il·lustratives, es recorden amb facilitat i permeten a qualsevol empresa crear profunds llaços emocionals amb els seus clients.
Segons un estudi de Nielsen, els consumidors desitgen més connexió personal a l'hora de buscar informació. El cervell humà es mostra més actiu amb una narració que amb xifres fredes i sense context. Quan es treballa directament amb dades, només les parts dedicades al llenguatge en el cervell es mostren actives. Però quan es llegeix una història, no només s'activen aquestes zones, sinó que ho fan igualment altres parts que usaríem si estiguéssim directament experimentant la situació que estem llegint.